# 森迫暁夫
森迫 暁夫（もりさこ あきお、1973年 - ）は、日本のイラストレーター。北海道札幌市在住。

## 経歴
東京都出身（出生地は長野県）。『ドラえもん』を描きたいという理由で漫画に興味を示し、中学時代までは漫画家志望だったが、高校時代に断念。高校3年生のとき、美術部で油彩を始め、美術系の大学に進学を希望、教師に勧められた道都大学に進学する。大学時代にシルクスクリーンを使用した絵画に出会い、以降創作のメインとなる。倉敷芸術科学大学大学院芸術研究科修士課程修了。
2010年の第5回札幌国際短編映画祭では、イラストがメインビジュアルのグランプリに選定された。
2013年　JRタワーARTBOX一般公募・優秀賞受賞。